# اسکای واچر

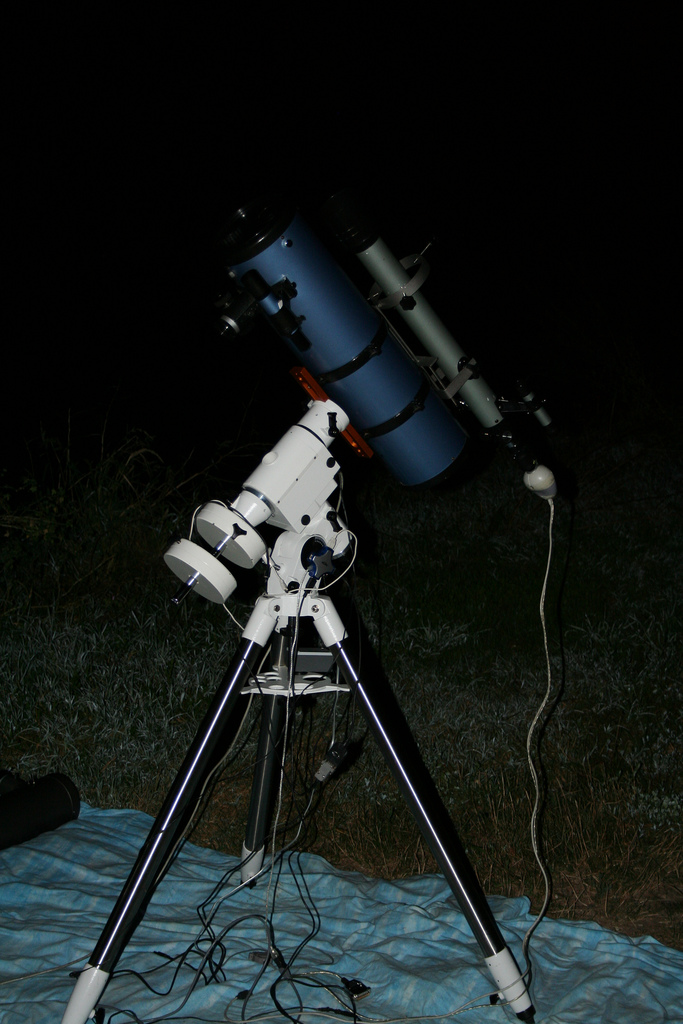
اسکای واچر

اسکای واچر (انگلیسی: Sky-Watcher) شرکت فناوری چینی است، که در سال ۱۹۹۹ تأسیس شد.